# Eddie Money
Eddie Money, född Edward Joseph Mahoney den 21 mars 1949 i Brooklyn i New York, död 13 september 2019 i Los Angeles, var en amerikansk sångare, singer/songwriter och skådespelare. Money har också varit med och producerat många musikaler.
Eddie Money var aktiv sedan början av 1970-talet, och har gjort en stor mängd med hits, där bland annat kan nämnas: "Take Me Home Tonight", "Shakin'", "Two Tickets to Paradise", "Baby Hold On" och "I Wanna Go Back". Money har haft elva hits på "Top 40-Listan". Han gav också ut en DVD vid namn Shakin' with the Money Man 1997.

## Barndom och ungdomsår
När Money var 18 år började han jobba som polis i New York, precis som sin pappa. Men i slutet av 1969 slutade han sin karriär som polis och började satsa på att bli musiker på heltid. Han började spela på klubbar och fester ända fram till 1972, då han började sjunga med rockbandet The Rockets. De brukade kalla sig "Eddie Money and The Rockets". 1975 lämnade Money bandet för att sjunga solo igen. Han spelade på klubbar som förut och spelningarna blev större och Eddie Money började bli populär och fick ännu fler spelningar. "Smoke Another Cigarette" var en låt som han hade skrivit själv, och som var populär på klubbar i mitten av 1970-talet.

## Musikkarriär

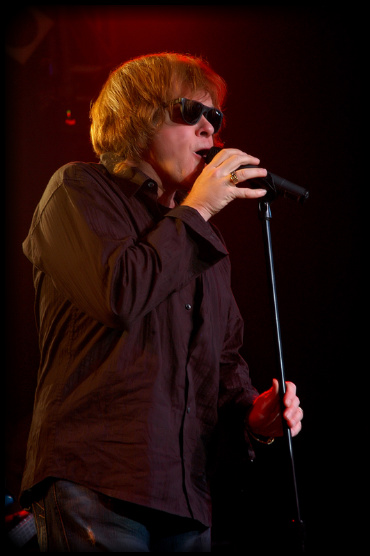
Eddie Money 2009.

Money släppte sitt första album 1977, som hette Eddie Money. Albumet låg som högst på listorna på 37:e plats, och innehöll låtar som "Two Tickets To Paradise" och "Baby Hold On", där båda låtarna hamnade på Top 40. 1978, året efter debutalbumet, släppte han sitt andra album Life For The Taking, som innehöll låtar som "Gimme Some Water", "Rock 'N' Roll The Place", "Can't Keep a Good Man Down" och "Maybe I'm a Fool", där låtarna hamnade på Top 20. 1980 kom albumet Playing For Keeps, vilket inte hade lika stora framgångar, och hade inga Top 40-hits. Två år senare släppte han albumet No Control, som hade stora framgångar, och innehöll kända hits som "Shakin'", "Think I'm in Love" och "Take a Little Bit". Albumet hamnade ända uppe på 20:e plats på Top 40, och följdes året efter upp med albumet Where's The Party, som innehöll låtar som "Big Crash", "Club Michelle" och "Leave It To Me". Det albumet blev Moneys lägst placerade album, och hamnade på 67:e plats på Top 40. Money höll på ända fram till 1984, då han fick problem med droger. 1986 gjorde han comeback med albumet Can't Hold Back, som gjorde stor succé, med låtar som "Take Me Home Tonight", som hamnade på 4:e plats på Billboard Hot 100. Albumet hade också kända hits som "We Should Be Sleeping", "I Wanna Go Back" och "Endless Nights". Han sjöng bland annat med sångerskan Ronnie Spector, som var frontfigur i pop-gruppen The Ronettes på 1960-talet, på "Take Me Home Tonight".

## Skådespelarkarriär
I slutet av 1990-talet var Eddie Money med i en komediserien The King Of Queens. Han var med i de tre episoderna "Eddie Money". I episoderna spelades bland annat Eddies låtar, bland annat Two Tickets to Paradise. Money var själv med i serien, till exempel när han sjöng Shakin i en familjs vardagsrum, för att "Doug", "Deacon" och "Arthur" i familjen hade mött en servitris på en restaurang där de hade tavlor hängande på väggen, på bland andra Eddie Money. Då hade killen frågat om det gick att få hem en artist till deras vardagsrum, antagligen på skämt, och då sa servitrisen att hon skulle fråga Eddie Money, och det gick tydligen.

## Soundtrack
- "Two Tickets to Paradise" var också med i den framgångsrika TV-serien The Simpsons, där "Homer" sjunger till låten. Låten är också med i TV-spelet Grand Theft Auto: San Andreas på radio-kanalen "K-DST".
- "Baby Hold On" är med i Grand Theft Auto: Vice City Stories, på radio-kanalen "Emotion 98.3".
- "Shakin'" och "Two Tickets to Paradise" är med i ett av TV-spelen Guitar Hero.
- "Think I'm In Love" har också varit med i många program och serier, liksom "Take Me Home Tonight".

## Familj
Eddie Moneys dotter Jesse Money är också artist. Hon sjöng ofta på faderns konserter, hon sjöng på ställen i en del låtar som egentligen Ronnie skulle sjungit på. Annars på Jessies egna konserter brukar hon sjunga "Blues-låtar.
Eddie Money var gift med "Laurie Money" och de fick 4 barn till tillsammans. Deras son Luke är professionell cricketspelare i Australien.

## Diskografi
Studioalbum
- Eddie Money (1977)
- Life for the Taking (1978)
- Playing for Keeps (1980)
- No Control (1982)
- Where's the Party? (1983)
- Can't Hold Back (1986)
- Nothing to Lose (1988)
- Right Here (1991)
- Love and Money (1995)
- Ready Eddie (1999)
- Wanna Go Back (2007)

Livealbum
- Shakin' with the Money Man (1997)
- Greatest Hits Live: The Encore Collection (1998)
- Complete Eddie Money Live (2000)

Singlar (urval) (topp 50 på Billboard Hot 100)
- 1978 – "Baby Hold On" (#11)
- 1978 – "Two Tickets to Paradise" (#22)
- 1979 – "Maybe I'm a Fool" (#22)
- 1979 – "Get a Move On" (#46)
- 1982 – "Think I'm in Love" (#16)
- 1986 – "Take Me Home Tonight" (#4)
- 1986 – "I Wanna Go Back" (#14)
- 1987 – "Endless Nights" (#21)
- 1988 – "Walk on Water" (#9)
- 1989 – "The Love in Your Eyes" (#24)
- 1990 – "Peace in Our Time" (#11)
- 1991 – "I'll Get By" (#21)

Samlingsalbum
- Greatest Hits: The Sound of Money (1989)
- Good as Gold (1996)
- Super Hits (1997)
- The Best of Eddie Money (2001)
- Let's Rock and Roll the Place (2003)
- The Essential Eddie Money (2003)

Annat
- Avalon (2006) (album med The Richie Zito Project)